# ブタ戦争 (サンフアン諸島)
ブタ戦争（ブタせんそう、英: Pig War）は、サンフアン諸島におけるアメリカ合衆国とイギリス領北アメリカ（後のカナダ）との国境をめぐる紛争（「サンフアン諸島国境紛争」あるいは「北西国境紛争」）の中で、1859年にアメリカとイギリス帝国が衝突した事件。サンフアン諸島はバンクーバー島と北アメリカ大陸との間にある。ブタを射殺したことがきっかけで発生したため「ブタ戦争」と呼ばれるようになったが、他に「ブタエピソード（Pig Episode）」とも呼ばれる。この戦争では衝突による流血を見ることはなく、ブタが唯一の犠牲者となった。最終的にサンフアン諸島はドイツ皇帝により設置された第三者機関によりアメリカ領とされた。

## 背景
1846年6月15日、オレゴン条約が締結され、オレゴン・カントリー（アメリカ側の呼称）/コロンビア地区（イギリス側の呼称）は、北緯49度線に沿ってバンクーバー島と大陸との間の海峡の中央へ、そこから南へその海峡およびファンデフカ海峡の中間を通過し太平洋に至る境界線で分割された。
しかし、1846年時点でその地域の一部地形はいまだ明確になっておらず、実際にはバンクーバー島と大陸との間には2つの海峡、すなわちサンフアン諸島の西側にハロー海峡が、東側にはロザリオ海峡が存在していた。

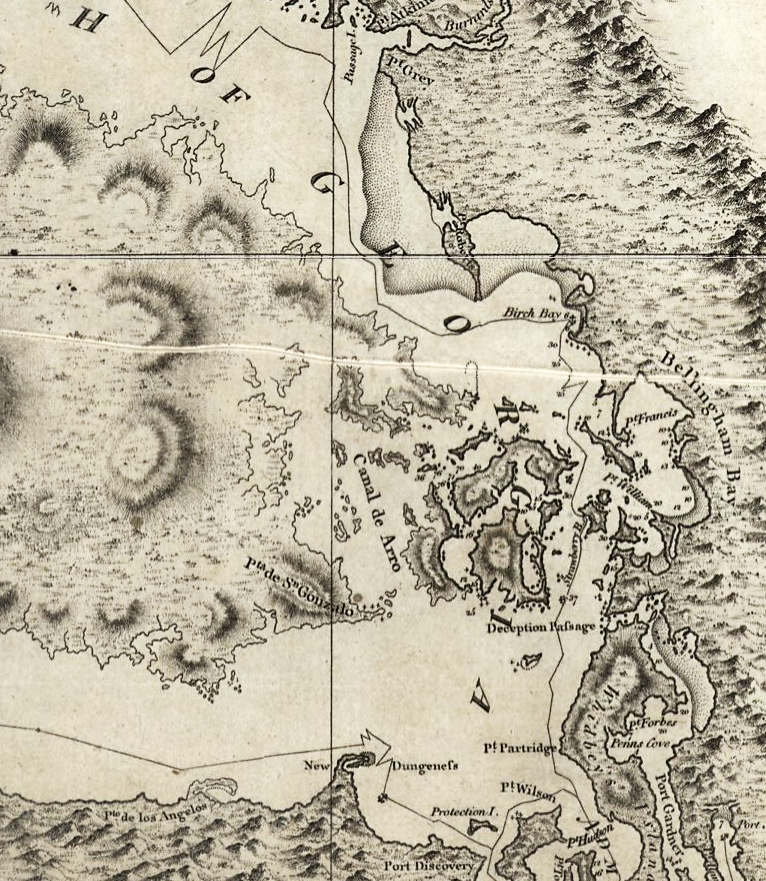
1798年のバンクーバーの地図。バンクーバー島の南東部、ガルフ諸島、およびハロー海峡付近に多少の混乱が見える。

当時もっとも一般に入手可能な地図は1798年発行のジョージ・バンクーバーによるものと、1845年発行のチャールズ・ウィルケスによるものだったが、そのどちらの地図でもバンクーバー島南東部のおよびガルフ諸島付近は不明確で、結果ハロー海峡についても十分にはっきり記載されていなかった。
このあいまいさのために、アメリカ、イギリス双方はサンフアン諸島の領有権を主張した。1856年、アメリカとイギリスはサンフアン周辺を調査し、国境線を決定するために国境線委員会を設置した。委員会ではいくつかの国境線案を作成し、その中では3つの主案、ハロー海峡を通過するもの、ロザリオ海峡を通過するもの、および和解案としてサンフアン海峡を通過するものが提案されていた。極端なアメリカ案は“厳密に条約文に従い”、バンクーバー島と、サンフアン諸島およびガルフ諸島を含む沿岸の全ての島々との間を境界とするものだったが、真面目に検討されることはなかった。イギリス側委員は、アメリカ人が作成した一部の地図において国境線がロザリオ海峡を通っていることに言及した主張を行った。その地図の中には高名なアメリカ人地理学者ジョン・C・フレモントによるものもあった。それでも委員会は合意に達しなかった。
この係争中、イギリスのハドソン湾会社はサンフアン島をヒツジの放牧場にする事業に着手した。その一方で1859年半ばまでに25から29人のアメリカ人がサンフアン島に移住してきていた。

## ブタ
オレゴン条約からちょうど13年後の1859年6月15日、そのあいまいさが直接衝突を引き起こした。1850年にアメリカで制定された供与地請求法（Donation Land Claim Act）によりこの島へ移住していたアメリカ人農夫ライマン・カルターはその日、自宅の塀のそばで男が笑っており、大きな黒ブタが彼の庭の塊茎を食べているのを見つけた。彼は非常に腹を立て、ブタを狙って撃ち殺した。笑っていた男は森の中に逃げ込んだ。結局そのブタは、ハドソン湾会社のヒツジ牧場で働くアイルランド人チャールズ・グリフィンの所有物であることが分かった。グリフィンは何匹かのブタを所有し放し飼いにしており、二人はこの事件までは平穏に暮らしていた。カルターはグリフィンに対しブタの弁償として10ドルの支払いを申し出たが、グリフィンはそれに満足せず、100ドルを要求した。この返答以降、カルターはブタが彼の土地に入り込んで来たのだからそのブタのために金を払う必要はないと考えるようになった（信憑性の低い話ではあるが、カルターはグリフィンに対し「そいつはオレのジャガイモを食ってたんだよ」と言い、グリフィンは「おまえのジャガイモがオレのブタに食われないようにするのはおまえの責任だろ」と返したという）。イギリス政府当局はカルターを逮捕するぞと脅し、アメリカ人移住者は軍に保護を求めた。

## 緊張の激化
オレゴン省長官のウィリアム・セルビー・ハーニー准将（アメリカ）はまず、サンフアン島へのイギリス人の上陸を阻止するため、第9歩兵連隊からジョージ・ピケット大尉指揮の下66名のアメリカ兵を派遣した。イギリスはアメリカ人不法居住者がサンファン島を占領し始めることを憂慮し、アメリカを牽制するためにジェフリー・ホーンビー大佐に指揮させ3隻の軍艦を送った。状況はエスカレートし、1859年4月10日までにサイラス・ケイシー大佐指揮の14門の大砲を装備した461名のアメリカ兵と、70門の銃砲と2,140名の兵を載せた5隻のイギリス軍艦とが対峙した。しかし、この間砲門が開かれることはなかった。
バンクーバー島植民地総督ジェームズ・ダグラス（イギリス）はイギリス海軍少将ロバート・ランバート・ベインズに対し、イギリス海兵隊をサンフアン島に上陸させ、ハーニー指揮下のアメリカ軍を攻撃するよう命じた（ハーニーの部隊は1859年7月27日以来島を占領していた）。ベインズは、「2つの大国が、たかが一匹のブタのことで争うなどバカげている」と断じ、命令を拒否した。現地の両軍指揮官はそれぞれ同様の命令を受けており、それは「自衛せよ。ただし絶対にこちらから先に発砲してはならない。」というものだった。数日の間イギリス軍およびアメリカ軍兵士は罵声を浴びせあって相手を刺激し、先に発砲させようとしたが、両軍の規律は保たれ、発砲されることはなかった。

## 解決
9月、アメリカ大統領ジェームズ・ブキャナンはダグラス総督と交渉し事態の解決を図るためウィンフィールド・スコット将軍を派遣した。これは国内で南北戦争の緊張が最高潮に達していたアメリカにとっての最善策だった。交渉の結果、双方は島を共同で軍事占領し、兵力は100名以下に削減することで合意した。「イギリス軍キャンプ」がサンフアン島北端の補給やアクセスの容易な海岸線沿いに設置され、「アメリカ軍キャンプ」は、南端の吹きさらしの草地で、船舶輸送に対する集中砲火に適した高地に設置された。
共同軍事占領中、サンフアン島のイギリス軍およびアメリカ軍の小部隊はお互いに非常に友好的な関係を築き、お互いのキャンプ地を訪れ、それぞれの祝日を祝い、様々な運動競技会を催した。パークレンジャーは訪問客に対し、その数年間における島での平和に対する最も大きな脅威が「大量のアルコールが入手可能なこと」だったと語る。
この状態はその後12年続き、この問題はドイツ皇帝ヴィルヘルム1世に委ねられた。1872年10月21日、ヴィルヘルム1世に任命された委員会はサンフアン諸島に関するアメリカの主張に賛同することに決定した。
1872年11月25日、イギリスは海兵隊をイギリス軍キャンプから撤収させた。アメリカも1874年7月にそれに続いた。2006年現在でもイギリスの国旗が上記イギリス軍キャンプ地でパークレンジャーによって毎日掲揚・降納が行われており、外交儀礼に関係なくアメリカ政府職員によって他国の国旗が掲揚される数少ない場所の一つになっている。
サンフアン島国立歴史公園（San Juan Island National Historical Park）はブタ戦争を記念するものである。